# دور الصدفة في الاكتشافات العلمية

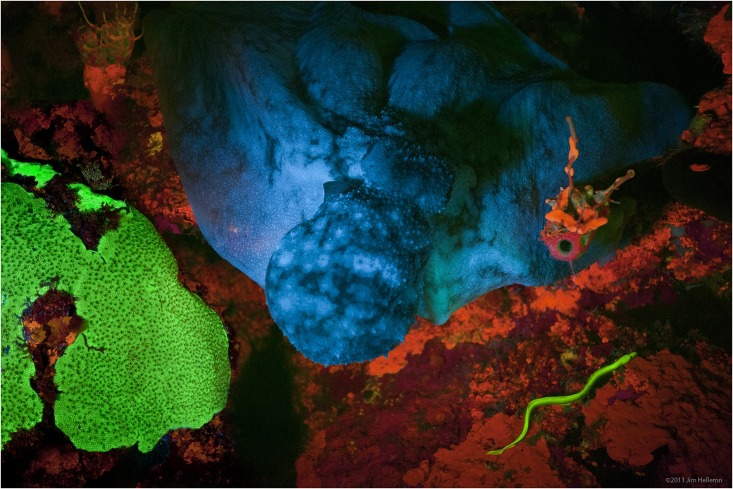

دور الصدفة أو «الحظ» في العلم، يشمل جميع الطرق التي تُجرى فيها الاكتشافات غير المتوقعة.
تهتم عدة مجالات، خاصةً علم النفس، بالطريقة التي يتفاعل بها العلم مع الصدفة — خاصةً «السرنديبية» (الحوادث التي تتحول بالحكمة إلى فرص). يقدر عالم النفس كيفن دنبار وزملاؤه أن نحو 30-50% من جميع الاكتشافات العلمية تحدث بالمصادفة إلى حد ما. 
يقول عالم النفس ألان أ. بوميستر إنه يجب على العالم أن يكون «حكيمًا» (يقظًا وذكيًا) لاستغلال الصدف. يقتبس دنبار قول لويس باستور «تستهدف الفرصة العقل المهيأ لها فقط». يقترح دنبار أن العقل المهيأ هو العقل المدرب على دقة الملاحظة. يضيف دنبار أن هناك العديد من المصادر التي تتحدث عن الدور الذي تلعبه السرنديبية («الحوادث السعيدة») في المنهج العلمي. تشكل الصدفة والحظ أيضًا عوامل هامة.
تشير الأبحاث إلى أن العلماء يُدربون على أساليب الحس المهني وممارسات مختلفة تسمح لأبحاثهم بالاستفادة من الحوادث عوضًا عن التأثر بها سلبًا. أولًا، يسمح الضبط العلمي الدقيق للعلماء بوصف حدث ما بشكل صحيح بأنه «غير متوقع». بمجرد تحديد أن النتيجة غير متوقعة وتحتاج إلى شرح، يحاول الباحثون شرحها: يعملون عبر تخصصات مختلفة، مع زملاء مختلفين، في محاولة لإجراء مقارنات مختلفة بهدف فهم الاكتشاف المثير للفضول.

## التحضير للاكتشافات
شكلت الاكتشافات العرضية موضع نقاش خاص منذ القرن العشرين فصاعدًا. يقول كيفن دنبار وجوناثان فوجيلسانغ إن نحو 30-50% من جميع الاكتشافات العلمية غير متوقعة. يساعد هذا في تفسير سبب تسمية العلماء اكتشافاتهم بأنها «محظوظة»، رغم ذلك، قد لا يتمكن العلماء أنفسهم من تحديد الدور الذي لعبه الحظ بالضبط. يعتقد دنبار وفوجيلسانغ أن الاكتشافات العلمية هي نتاج تجارب معدة بعناية بالإضافة إلى «العقول المهيأة».
يصف المؤلف نسيم نقولا طالب العلم بـ«المتين». أي يمكن للعلم في الواقع استغلال فوضى العالم الحقيقي والاستفادة منها. في حين تكون بعض طرق البحث هشة في مواجهة الأخطاء البشرية والعشوائية، تعتمد الطريقة العلمية على العشوائية في نواحٍ كثيرة. يعتقد طالب أنه كلما كان النظام أكثر متانة، كان أكثر نجاحًا في العالم الحقيقي. وفقًا لإم. ك. شتوسكوبف، بهذه الطريقة، غالبًا ما تكون السرنديبية «أساس قفزات فكرية أساسية للفهم» في العلوم.
غالبًا ما تُفهم كلمة «السرنديبية» على أنها «حوادث سعيدة»، لكن استخدم هوراس والبول كلمة «السرنديبية» للإشارة إلى نوع معين من الحوادث السعيدة: النوع الذي لا يمكن استغلاله إلا من قبل شخص «حكيم» أو ذكي. لم يقتصر بذلك حديث دنبار وفوجيلسانغ على الحظ أو الصدفة في العلم، بل أيضًا على «السرنديبية» في العلم.
يقترح دنبار وفوجيلسانغ أن عملية الاكتشاف تبدأ غالبًا عندما يكتشف الباحث أخطاءً في تجربته. تقود هذه النتائج غير المتوقعة الباحث إلى الشك في نفسه، ومحاولة إصلاح الخطأ المحتمل في منهجيته الخاصة. الطريقة الأولى هي تفسير الخطأ باستخدام الفرضيات العامة (مثل المقارنات النموذجية للنظام). تعد هذه العملية عامة بمعنى أن العالم مستقل نسبيًا أو يعمل مع شريك واحد. في النهاية، يقرر الباحث أن الخطأ مستمر ومنهجي للغاية ولا يمكن أن يكون مصادفة. يكتمل الشك بالذات، وتتغير الأساليب لتصبح أكثر شمولية: يبدأ الباحث في التفكير في التفسيرات النظرية للخطأ، ويسعى أحيانًا إلى الحصول على مساعدة زملاء مختصين في مجالات مختلفة. إن الجوانب المضبوطة والحذرة والفضولية وحتى الاجتماعية للطريقة العلمية هي التي تجعلها مناسبة تمامًا لتحديد الأخطاء النظامية المستمرة (الشذوذات).

كتب ألبرت هوفمان، الكيميائي السويسري الذي اكتشف خصائص عقار إل إس دي المخل بالنفس عندما جرب تناوله في مختبره:
صحيح أن اكتشافي لعقار إل إس دي كان محض صدفة، لكنه كان نتاج تجارب مخططة طُبقت ضمن إطار بحث صيدلاني وكيميائي منهجي. من الأفضل وصفه بالسرنديبية.
يستشهد دنبار وزملاؤه بأن اكتشافات هوفمان وغيره تنطوي على السرنديبية. في المقابل، يمكن «تهيئة» العقل بطرق تعيق السرنديبية — ما يجعل استيعاب المعارف الجديدة أمرًا صعبًا أو مستحيلًا. طرح عالم النفس ألان أ. بوميستر عدة أمثلة منها: فشل الباحث روبرت هيث في التعرف على «مراكز المتعة في الدماغ» (في الباحة الحاجزية). عندما عمل هيث على تحفيز أدمغة مرضاه المصابين بالفصام، أبلغ بعضهم عن الشعور بالمتعة — وهو اكتشاف كان بإمكان هيث إدراكه. رغم ذلك، كان هيث «مهيًا» (بناءً على المعتقدات السابقة) لأن يبلغ مرضاه عن الشعور باليقظة، وعندما شعر بها مرضى آخرون، ركز هيث بحثه على تقارير اليقظة. فشل هيث في إدراك أنه رأى شيئًا غير متوقع وغير مبرر.

### الدماغ
يراقب فوجيلسانغ ودنبار العلماء أثناء عملهم معًا في المختبرات أو في تحليل البيانات، لكنهم يستخدمون أيضًا الإعدادات التجريبية والتصوير العصبي. وجد التصوير بالرنين المغناطيسي الوظيفي أن النتائج غير المتوقعة مرتبطة بنشاط معين في الدماغ. عُثر على نتائج غير متوقعة أدت إلى تنشيط قشرة فص الجبهة ونصف الكرة المخية الأيسر بشكل عام. يشير ذلك إلى أن النتائج غير المتوقعة مثيرة للاهتمام، وأن الدماغ يطبق أنظمة لغوية واعية للمساعدة في تفسير تلك النتائج. هذا يدعم فكرة أن العلماء يستخدمون قدرات معينة موجودة إلى حد ما لدى جميع البشر.
من ناحية أخرى، يقول دنبار وفوجيلسانغ إن التصميم التجريبي المبتكر (وشروط الضبط) قد لا يكون كافيًا للباحث لتقدير الاكتشاف عندما يكون «غير متوقع». غالبًا ما تتطلب الاكتشافات السرنديبية حالات عقلية معينة للباحث تتجاوز الصرامة. مثلًا، يجب أن يعرف العالم كل ما هو متوقع قبل أن يُفاجأ، وذلك يتطلب خبرة في هذا المجال. يجب أن يملك الباحثون أيضًا الحكمة الكافية لاستثمار النتائج المثيرة للفضول.

## اكتشافات مبنية على السرنديبية
يقول رويستون روبرتس إن الاكتشافات المختلفة تتطلب درجة من العبقرية، ولكن أيضًا بعضًا من الحظ ليتمكن هذا العبقري من العمل. كتب ريتشارد غوغان أن الاكتشافات العرضية تنجم عن تلاقي الاستعداد والفرصة والرغبة.
أحد الأمثلة على الحظ في العلم هو عندما تُستخدم الأدوية قيد البحث لأغراض مختلفة وغير متوقعة. حدث ذلك بالنسبة لدواء مينوكسيديل (موسع وعائي خافض للضغط وجد لاحقًا أنه يبطئ أيضًا تساقط الشعر ويعزز نمو الشعر لدى بعض الأشخاص) ودواء سيلدينافيل (دواء يستخدم لعلاج ارتفاع ضغط الدم الشرياني الرئوي، ويُعرف الآن باسم «فياغرا»، يستخدم أيضًا لعلاج العنانة).
اكتُشفت التأثيرات المهلوسة لثنائي إيثيل أميد حمض الليسرجيك (إل إس دي) من قبل ألبرت هوفمان، الذي كان يعمل في الأصل مع المادة لمحاولة علاج الصداع النصفي والنزيف بعد الولادة. عانى هوفمان من تشوهات عقلية واشتبه في أنها قد تكون من آثار إل إس دي. قرر اختبار هذه الفرضية على نفسه عن طريق أخذ ما اعتقد أنها «كمية صغيرة للغاية»: 250 ميكروغرام. للمقارنة، تبلغ الجرعة النموذجية من إل إس دي للاستخدام الاستجمامي في العصر الحديث 50 ميكروغرام. يعتبر رويستون روبرتس وصف هوفمان لما اختبره نتيجة تناول الكثير من عقار إل إس دي «أحد أكثر الروايات المخيفة المسجلة في التاريخ الطبي».